# Киллерман, Себастьян
Себастьян Киллерман (нем. Sebastian Killerman, 1870—1956) — немецкий священник, ботаник и миколог.

## Биография
Родился в Ландсхуте 21 декабря 1870 года. Начальное образование Себастьян получал в Ландсхуте и Штраубинге, в 1890 году поступил в Мюнхенский университет. В 1893 году получил степень доктора под руководством антрополога Иоганнеса Ранке.
Затем Киллерман переехал в Регенсбург, с 1895 года был священником в местной церкви. В 1901 году он был назначен доцентом антропологии, зоологии и ботаники в Регенсбургском королевском лицее, работал там до 1936 года. Киллерман проводил осмотры Терезы Нойман, крестьянки, известной своими стигматами, для выявления их происхождения.
В 1901 году Киллерман посетил Скандинавию, в 1905 году — Корсику, в 1907 году — Палестину, неоднократно путешествовал по Южной Европе. С 1933 года он был президентом Микологического общества Германии. Себастьян Киллерман был автором части 6-го тома второго издания Die natürlichen Pflanzenfamilien А. Энглера и К. Прантля, посвящённого грибам. С 1916 года он руководил Регенсбургским ботаническим обществом.
Скончался Себастьян Киллерман 4 апреля 1956 года.

## Некоторые научные публикации
- Killermann, S. Die Blumen des heiligen Landes. — Leipzig, 1917. — 170 p.
- Killermann, S. Pilze aus Bayern. — Regensburg, 1922—1940. — 7 vols.

## Некоторые виды, названные в честь С. Киллермана
- Cortinarius killermannii Bidaud, 2000
- Stypinella killermannii Bres., 1922 [= Helicogloea farinacea (Höhn.) D.P.Rogers, 1944]